# Синхалски език
Синхалският език (самоназвание: සිංහල; siṁhala) е индоарийски език, говорен от около 16 милиона души в Шри Ланка.
Това е майчиният език на синхалите, които са най-голямата етническа група в Шри Ланка. Той, също така, се говори като втори език от други етнически групи на острова. Изписва се със синхалската писменост, която е вид брахмическа писменост.
Това е един от официалните и национални езици на Шри Ланка. Заедно с пали играе основна роля в развитието на теравада будистката литература.

## Историческо развитие
Развитието на синхалския език се дели на четири периода:
- Синхалски пракрит (до 3 век)
- Прото-синхалски (3 – 7 век)
- Средновековен синхалски (7 – 12 век)
- Съвременен синхалски (12 век – днес)

## Фонетично развитие
Най-важните фонетични развития на синхалския език включват:
- загубата на отличително придихание;
- загубата на отличителен квантитет; дългите гласни в съвременния език се дължат на заемки;
- опростяването на струпванията от съгласни и геминация в съответно геминати и единични съгласни;
- развитието на /j/ до /d/.

## Западен и източен пракрит
Пример за западна черта в синхалския е задържането на начално /v/, което се развива в /b/ в източните езици (например санскритското viṃśati, „двадесет“, на синхалски visi-, на хинди bīs). Пример за източна черта е окончанието – e за мъжко именително число (вместо западното – o) в синхалския пракрит. Има няколко случая на фонетични дублети (например думите mässā („муха“) и mäkkā („бълха“), като и двете се отнасят за санскритското makṣikā, но произлизат от две регионално различни пракритски думи – macchiā и makkhikā).

## Диглосия
В синхалския език присъства диглосия, както при много езици от Южна Азия. Книжовният език и ежедневната реч се различават в много отношения. Писменият език се използва във всички форми на литературни текстове, но също и устно по официални поводи (публична реч, телевизия, радио и т.н.), докато ежедневната реч се използва в битовата комуникация. По правило книжовният език използва повече думи, базирани на санскрит.
Най-важната разлика между двете е липсата на словоизменени глаголи в речта. Синхалският, също така, има разнообразен групов говор. Повечето такъв говор е бил считан за табу. Въпреки това, в днешно време синхалският групов говор се използва широко сред по-младото население на Шри Ланка.

## Писменост
Синхалската азбука, Sinhala hodiya, се основава на брахми, както повечето индийски писмености. Тя е тясно свързана с южноиндийската писменост грантха, както и кхемрската писменост.
Синхалската писмена система е абугида, където съгласните се изписват с букви, докато гласните се посочват с диакритици върху съгласните. Цялата азбука е съставена от 60 букви, от които 18 за гласни, а 42 за съгласни. Все пак, само 57 (16 гласни и 41 съгласни) са нужни за изписването на разговорен синхалски.
Синхалският се изписва от ляво надясно. Азбучната последователност е подобна на тази в другите брахмически писмености:
a/ā ä/ǟ i/ī u/ū [ŗ] e/ē [ai] o/ō [au] k [kh] g [g] ṅ c [ch] j [jh] [ñ] ṭ [ṭa] ṭ [ṭh] ḍ [ḍh] ṇ t [th] d [dh] n p [ph] b [bh] m y r l v [ś ṣ] s h ḷ f

## Диалекти
Синхалският, който се говори в Южната провинция на Шри Ланка, използва някои думи, които не се срещат никъде другаде в страната. Случаят е същият в Централната и Северната централна провинции. За местните жители всички диалекти са взаимно разбираеми и може даже да не осъзнават, че разликите са значителни.